# Кіренійський корабель
Кіренійський корабель (грец. Ναυάγιο της Κηρύνειας, тур. Girne batığı) — грецьке торгове судно, що потонуло неподалік від міста Кіренія на Кіпрі наприкінці IV століття до н. е. Підняті з дна залишки корабля і вантажу експонуються в Музеї кораблетрощі в Кіренійському замку.
Не дивлячись на фактичне перебування на території ТРПК, Кіренійський корабель продовжує вважатись в Республіці Кіпр важливим символом і національною гордістю, а його зображення використане на кіпрських монетах євро номіналом 10, 20 і 50 євроцентів.

## Історія відкриття

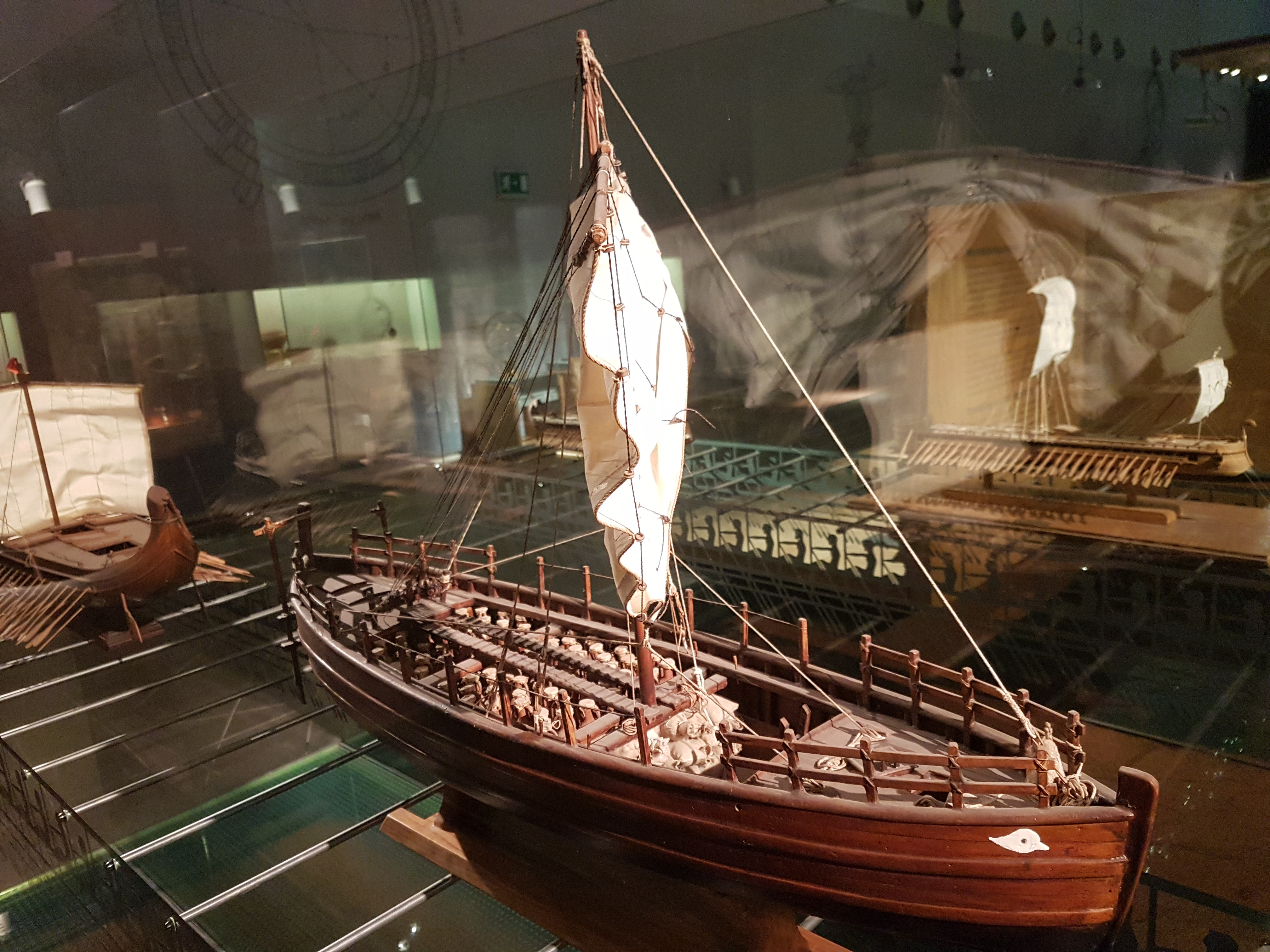
Модель Кіренійського корабля в Науковому центрі і музеї технології (Салоніки)

Кіренійський корабель виявлений греко-кіпрськими дайверами 1967 року неподалік від прибережного міста Кіренія. Майкл Катзев, аспірант Музею археології та антропології Пенсільванського університету, здійснив його детальне вивчення в 1967—1969 роках. Знахідка була широко висвітлена Національним географічним товариством. Залишки корабля підняли з морського дна взимку 1970 року. 75 % корабля знаходяться в доброму стані і на сьогоднішній день це єдине збережене судно елліністичної епохи Греції. 1974 року турецькі війська окупувала північний Кіпр і Кіренія разом з іншими окупованими територіями увійшла в склад Турецької республіки Північного Кіпру. Сьогодні Кіренійський корабель експонується в Музеї кораблетрощі (тур. Batık Gemi Müzesi) в Кіренійському замку.

## Причини затоплення
Затоплення корабля могли викликати різні причини, але дані свідчать про те, що, швидше за все, це сталося через його зношеність або напад піратів. Археологи виявили в корпусі наконечники зброї, що може слугувати свідченням нападу на корабель, хоча так само можуть представляти лише вантаж корабля. Оскільки корабель вважається торговим, на ньому повинні були знаходитися міри ваги і давньогрецькі монети, але вони не були виявлені. Також на кораблі не було знайдено будь-який інший цінний вантаж, що можливо є підтвердженням теорії пограбування судна піратами і його подальшого потоплення. Знайдений на судні вантаж представлений 400 амфорами для вина, мигдаль у банках, 29 жорен, багато свинцю, велика каструля і бронзовий казан. Знайдені чотири чаші для пиття, чотири дерев'яні ложки і чотири глечики для олії дають припустити, що екіпаж складався з чотирьох моряків.

## Сучасні репліки Кіренійського корабля

### Кіренія II

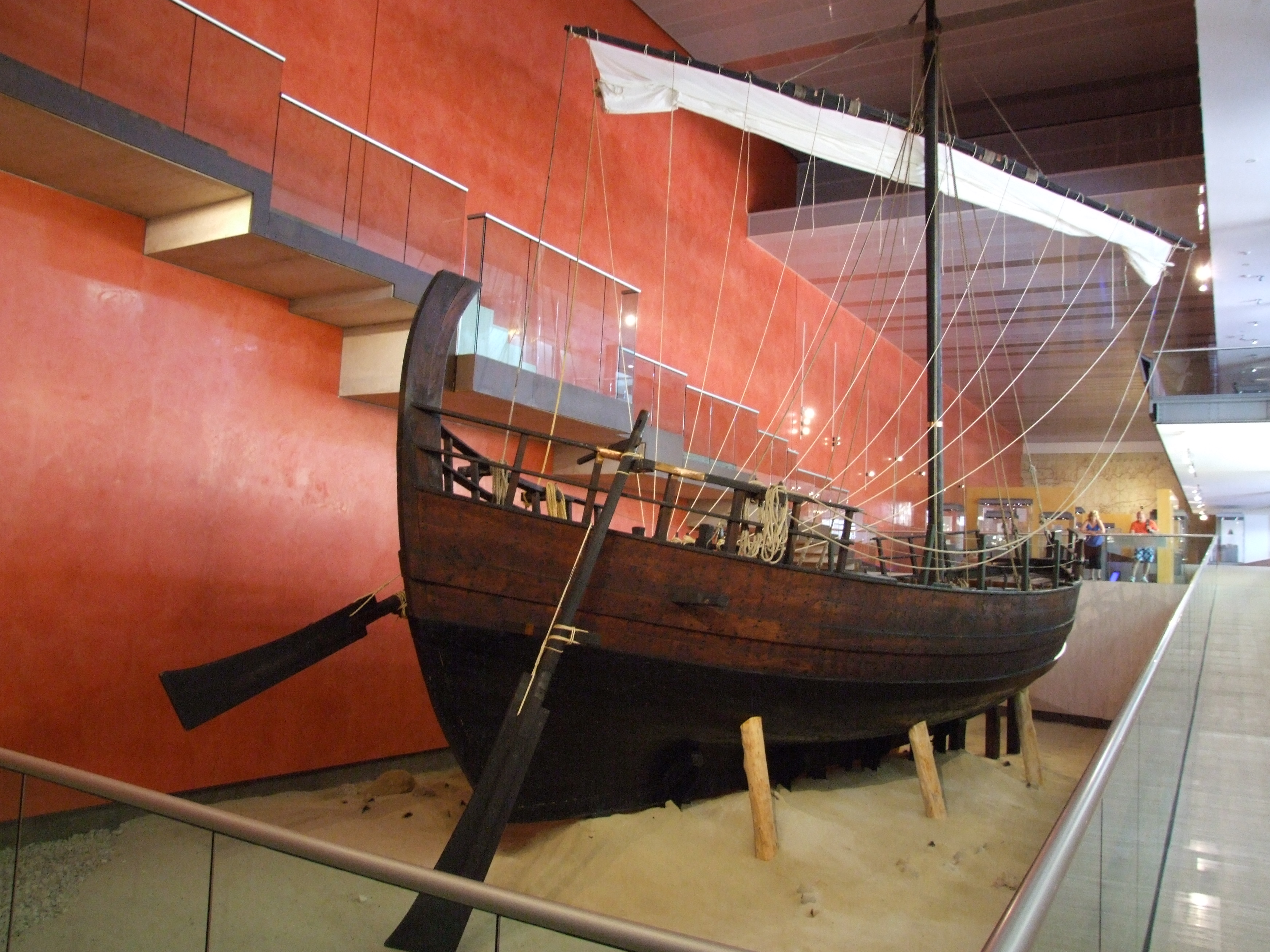
Кіренія II

1985 року на основі залишків Кіренійського корабля один з грецьких науковців створив повнорозмірну копію корабля, що отримала назву Кіренія II. Це судно стало «плаваючим послом кіпрської культури», побувавши при цьому в багатьох частинах світу, в тому числі в Нью-Йорку 1986 року, в Японії — 1988 року і в ФРН — 1989 року.

### Кіренія III

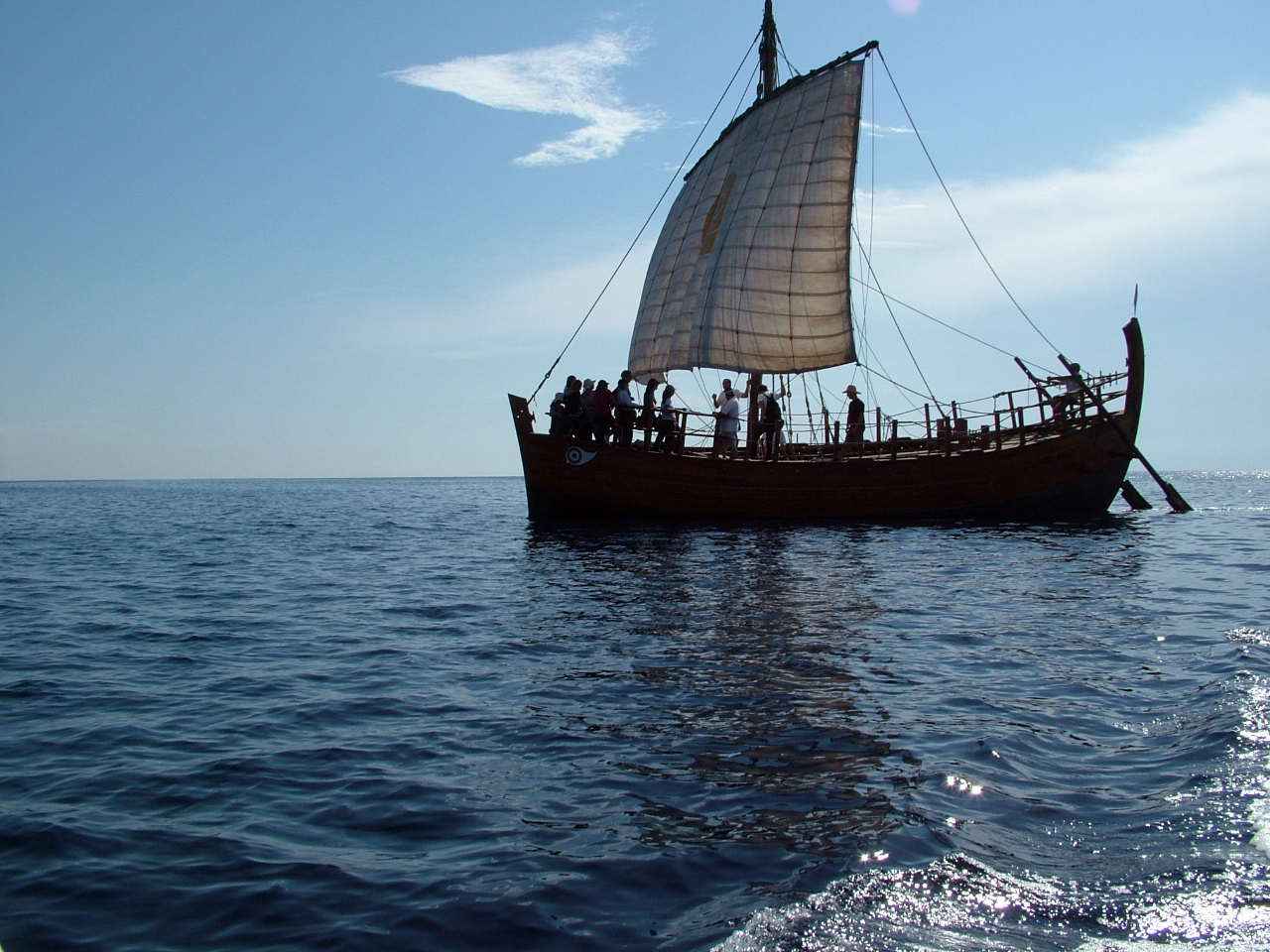
Kyrenia Liberty (жовтень 2012)

Після візиту в Японію в місті Фукуока побудована ще одна копія корабля Кіренія III, що знаходиться на постійній експозиції у місті.

### Kyrenia Liberty
2002 року розпочалося будівництво третьої копії корабля під назвою Kyrenia Liberty, з дотриманням оригінального дизайну, але використовуючи сучасні технології. Його будівництво приурочили до Олімпійських ігор 2004 року і вчинила плавання в Афіни із символічним вантажем міді, яку згодом використали для створення бронзових медалей для Олімпіади.